# Charles de Tornaco
Charles Victor Raymond André Evance de Tornaco (* 7. Juni 1927 in Brüssel; † 18. September 1953 in Modena, Italien) war ein belgischer Formel-1-Rennfahrer und der Enkel von Raymond de Tornaco.

## Karriere
De Tornaco war für Grand Prix mit dem Team Ecurie Francorchamps in den Saisons 1952 und 1953 mit einem Ferrari 500 gemeldet. Er startete beim Großen Preis von Belgien und beim Großen Preis der Niederlande im Jahr 1952. Das Rennen in Belgien war das einzige, bei dem er ins Ziel kam, damit war der siebte Platz seine beste Platzierung in einem WM-Lauf.
Am 18. September 1953 starb de Tornaco bei einem Unfall zum Training des nicht zur Weltmeisterschaft zählenden Gran Premio di Modena auf dem Aerautodromo di Modena.

## Statistik

### Statistik in der Automobil-Weltmeisterschaft

#### Gesamtübersicht
| Saison | Team                 | Chassis     | Motor          | Rennen | Siege | Zweiter | Dritter | Poles | schn. Rennrunden | Punkte | WM-Pos. |
| ------ | -------------------- | ----------- | -------------- | ------ | ----- | ------- | ------- | ----- | ---------------- | ------ | ------- |
| 1952   | Ecurie Francorchamps | Ferrari 500 | Ferrari 2.0 L4 | 2      | −     | −       | −       | −     | −                | −      | NC      |
| Gesamt | Gesamt               | Gesamt      | Gesamt         | 2      | −     | −       | −       | −     | −                | −      |         |

#### Einzelergebnisse
| Saison | 1 | 2 | 3   | 4 | 5 | 6   | 7   | 8 | 9 |
| ------ | - | - | --- | - | - | --- | --- | - | - |
| 1952   |   |   |     |   |   |     |     |   |   |
|        |   | 7 |     |   |   | DNF | DNQ |   |   |
| 1953   |   |   |     |   |   |     |     |   |   |
|        |   |   | DNS |   |   |     |     |   |   |

| Legende  | Legende            | Legende                                                          |
| Farbe    | Abkürzung          | Bedeutung                                                        |
| -------- | ------------------ | ---------------------------------------------------------------- |
| Gold     | –                  | Sieg                                                             |
| Silber   | –                  | 2. Platz                                                         |
| Bronze   | –                  | 3. Platz                                                         |
| Grün     | –                  | Platzierung in den Punkten                                       |
| Blau     | –                  | Klassifiziert außerhalb der Punkteränge                          |
| Violett  | DNF                | Rennen nicht beendet (did not finish)                            |
| Violett  | NC                 | nicht klassifiziert (not classified)                             |
| Rot      | DNQ                | nicht qualifiziert (did not qualify)                             |
| Rot      | DNPQ               | in Vorqualifikation gescheitert (did not pre-qualify)            |
| Schwarz  | DSQ                | disqualifiziert (disqualified)                                   |
| Weiß     | DNS                | nicht am Start (did not start)                                   |
| Weiß     | WD                 | zurückgezogen (withdrawn)                                        |
| Hellblau | PO                 | nur am Training teilgenommen (practiced only)                    |
| Hellblau | TD                 | Freitags-Testfahrer (test driver)                                |
| ohne     | DNP                | nicht am Training teilgenommen (did not practice)                |
| ohne     | INJ                | verletzt oder krank (injured)                                    |
| ohne     | EX                 | ausgeschlossen (excluded)                                        |
| ohne     | DNA                | nicht erschienen (did not arrive)                                |
| ohne     | C                  | Rennen abgesagt (cancelled)                                      |
| ohne     | keine WM-Teilnahme |                                                                  |
| sonstige | P/fett             | Pole-Position                                                    |
| sonstige | 1/2/3/4/5/6/7/8    | Punktplatzierung im Sprint-/Qualifikationsrennen                 |
| sonstige | SR/kursiv          | Schnellste Rennrunde                                             |
| sonstige | *                  | nicht im Ziel, aufgrund der zurückgelegten Distanz aber gewertet |
| sonstige | ()                 | Streichresultate                                                 |
| sonstige | unterstrichen      | Führender in der Gesamtwertung                                   |

### Le-Mans-Ergebnisse
| Jahr | Team                 | Fahrzeug      | Teamkollege   | Platzierung | Ausfallgrund |
| ---- | -------------------- | ------------- | ------------- | ----------- | ------------ |
| 1953 | Ecurie Francorchamps | Jaguar C-Type | Roger Laurent | Rang 9      |              |

### Einzelergebnisse in der Sportwagen-Weltmeisterschaft
| Saison | Team                 | Rennwagen                                     | 1   | 2   | 3   | 4   | 5   | 6   | 7   |
| ------ | -------------------- | --------------------------------------------- | --- | --- | --- | --- | --- | --- | --- |
| 1953   | Ecurie Francorchamps | Ferrari 225S Jaguar C-Type Ferrari 212 Export | SEB | MIM | LEM | SPA | NÜR | RTT | CAP |
| 1953   | Ecurie Francorchamps | Ferrari 225S Jaguar C-Type Ferrari 212 Export |     | DNF | 9   | DNF |     |     |     |